# 1736
Il 1736 (MDCCXXXVI in numeri romani) è un anno bisestile del XVIII secolo.

## Eventi
- 12 febbraio – Matrimonio fra Francesco Stefano di Lorena e Maria Teresa d'Asburgo.

## Nati

### Gennaio
- 3 gennaio - Andrea Salvatore Aglio, pittore e scultore svizzero († 1786)
- 3 gennaio - Augustin de Saint-Aubin, illustratore, disegnatore e incisore francese († 1807)
- 4 gennaio - Giovanni Paolo Dolfin, vescovo cattolico italiano († 1819)
- 5 gennaio - Corrado Maria Deodato Moncada, vescovo cattolico italiano († 1813)
- 6 gennaio - Patrick Brydone, scienziato e militare scozzese († 1818)
- 7 gennaio - Andrew Adams, politico e avvocato statunitense († 1797)
- 10 gennaio - James Innes-Ker, V duca di Roxburghe, nobile scozzese († 1823)
- 12 gennaio - Pedro Benito Antonio Quevedo y Quintano, cardinale e vescovo cattolico spagnolo († 1818)
- 16 gennaio - Gaetano Callani, pittore e scultore italiano († 1809)
- 17 gennaio - Apolonia Ustrzycka, nobile polacca († 1814)
- 18 gennaio - Vincenzo Corrado, cuoco, filosofo e letterato italiano († 1836)
- 19 gennaio - James Watt, ingegnere e inventore scozzese († 1819)
- 25 gennaio - Joseph-Louis Lagrange, matematico e astronomo italiano († 1813)
- 29 gennaio - Domenico Cotugno, medico, anatomista e chirurgo italiano († 1822)
- 31 gennaio - Placido Bordoni, letterato e storico italiano († 1821)

### Febbraio
- 2 febbraio - Maria Elisabetta di Sassonia, principessa († 1818)
- 3 febbraio - Johann Georg Albrechtsberger, compositore, organista e teorico musicale austriaco († 1809)
- 4 febbraio - Antoine de Vignerot du Plessis, generale e nobile francese († 1791)
- 5 febbraio - Frédéric-Louis Allamand, botanico svizzero († 1803)
- 6 febbraio - Franz Xaver Messerschmidt, scultore tedesco († 1783)
- 19 febbraio - Simon Charles Miger, incisore francese († 1820)
- 20 febbraio - Pietro Giarrè, pittore italiano
- 24 febbraio - Carlo Alessandro di Brandeburgo-Ansbach, nobile tedesco († 1806)
- 28 febbraio - François-Joseph de La Rochefoucauld, vescovo cattolico francese († 1792)

### Marzo
- 3 marzo - Michail Ivanovič Daškov, diplomatico russo († 1764)
- 6 marzo - Alexis Chalbos, generale francese († 1803)
- 6 marzo - Louis-Hilaire de Conzié, vescovo cattolico francese († 1805)
- 8 marzo - Giovanni Amadeo Francesco di Paola Thugut, politico austriaco († 1818)
- 13 marzo - John Stewart, VII conte di Galloway, nobile scozzese († 1806)
- 15 marzo - Sigismondo Chigi della Rovere, IV principe di Farnese, economista e poeta italiano († 1793)
- 19 marzo - Joseph Hickel, pittore austriaco († 1807)
- 19 marzo - Orazio Lupis, presbitero, storico e poeta italiano († 1816)
- 20 marzo - Buddha Yodfa Chulaloke, militare siamese († 1809)
- 21 marzo - Claude-Nicolas Ledoux, cantante e urbanista francese († 1806)
- 23 marzo - Franz de Paula Karl von Colloredo, politico e nobile austriaco († 1806)
- 24 marzo - Antonio Frizzi, storico, drammaturgo e pittore italiano († 1800)
- 26 marzo - Rudolf Erich Raspe, scrittore, scienziato e bibliotecario tedesco († 1794)
- 27 marzo - Antonio Cappello, politico e diplomatico italiano († 1807)

### Aprile
- 1º aprile - Francesco Gemelli, gesuita italiano († 1808)
- 6 aprile - Giuseppe de Novaes, presbitero portoghese († 1821)
- 7 aprile - Johann Christian Neuber, orafo e museologo tedesco († 1808)
- 22 aprile - Giovanni Ludovico di Wallmoden-Gimborn, generale inglese († 1811)
- 23 aprile - Marguerite Rutan, religiosa francese († 1794)
- 23 aprile - Julien de Parme, pittore svizzero († 1799)
- 25 aprile - Agostino Paradisi, poeta, economista e saggista italiano († 1783)

### Maggio
- 3 maggio - Rafael d'Ossery, presbitero tedesco († 1808)
- 7 maggio - Raimondo Moncada, nobile e vescovo cattolico italiano († 1813)
- 8 maggio - Caterina Dolfin, poetessa italiana († 1793)
- 10 maggio - George Steevens, critico letterario inglese († 1800)
- 20 maggio - Carlo Crivelli, cardinale e arcivescovo cattolico italiano († 1818)
- 29 maggio - Patrick Henry, politico e avvocato statunitense († 1799)

### Giugno
- 3 giugno - John Acton, politico e militare britannico († 1811)
- 7 giugno - Karl Friberth, tenore e librettista austriaco († 1816)
- 7 giugno - Pedro Mendinueta y Múzquiz, generale spagnolo († 1825)
- 7 giugno - Federico Carlo di Schwarzburg-Rudolstadt, nobile tedesco († 1793)
- 14 giugno - Charles Augustin de Coulomb, fisico e ingegnere francese († 1806)
- 15 giugno - Ambrogio Soldani, abate e naturalista italiano († 1808)
- 24 giugno - Cristiano Günther III di Schwarzburg-Sondershausen, principe († 1794)

### Luglio
- 2 luglio - Pietro Manzoni, nobile italiano († 1807)
- 7 luglio - Fermín Lasuén, religioso spagnolo († 1803)
- 9 luglio - Carlo Pellegrini, vescovo cattolico italiano († 1822)
- 10 luglio - Maria Walpole, nobile inglese († 1807)
- 10 luglio - Pierre le Pelley I, nobile († 1778)
- 14 luglio - Louis Thiroux de Crosne, politico, magistrato e nobile francese († 1794)
- 17 luglio - Marc Guillaume Alexis Vadier, politico e rivoluzionario francese († 1828)
- 18 luglio - Francesco Seratti, politico italiano († 1814)
- 20 luglio - Giuseppe Firrao il Giovane, cardinale e arcivescovo cattolico italiano († 1830)
- 27 luglio - Giuseppe Vinci, arcivescovo cattolico e diplomatico italiano († 1795)
- 27 luglio - Luigi de Baillou, violinista e compositore italiano († 1804)
- 30 luglio - Carlo Bellisomi, cardinale e arcivescovo cattolico italiano († 1808)

### Agosto
- 8 agosto - Lorenzo Tiepolo, pittore e incisore italiano († 1776)
- 9 agosto - Luigi Giuseppe di Borbone-Condé, generale e nobile francese († 1818)
- 9 agosto - James Clinton, generale statunitense († 1812)
- 10 agosto - Giovanni Archinto, cardinale italiano († 1799)
- 11 agosto - Filippo Hercolani, IV principe Hercolani, mecenate e scrittore italiano († 1810)
- 15 agosto - Alexander Runciman, pittore scozzese († 1785)
- 26 agosto - Jean-Baptiste Romé de L'Isle, mineralogista francese († 1790)
- 26 agosto - Francesco Carlo di Leyen, principe e filantropo tedesco († 1775)
- 27 agosto - Giovanni Battista Biffi, scrittore italiano († 1807)

### Settembre
- 2 settembre - Giovanni Antonio Rizzi Zannoni, cartografo e geografo italiano († 1814)
- 8 settembre - Bernardo Ottani, compositore italiano († 1827)
- 12 settembre - Hsinbyushin, sovrano birmano († 1776)
- 15 settembre - Jean Sylvain Bailly, astronomo, matematico e politico francese († 1793)
- 16 settembre - Johannes Nikolaus Tetens, filosofo e matematico tedesco († 1807)
- 17 settembre - Karl Ivanovič Mufel', generale e nobile tedesco († 1788)
- 20 settembre - Domenico Provenzani, pittore italiano († 1794)

### Ottobre
- 7 ottobre - Maria Anna Francesca del Portogallo, principessa portoghese († 1813)
- 12 ottobre - Michał Jerzy Poniatowski, nobile e arcivescovo cattolico polacco († 1794)
- 18 ottobre - Grgo Ilijić, vescovo cattolico e scrittore bosniaco († 1813)
- 18 ottobre - Filippo Sardi, arcivescovo cattolico italiano († 1826)
- 18 ottobre - Alexandre-Angélique de Talleyrand-Périgord, cardinale, arcivescovo cattolico e politico francese († 1821)
- 21 ottobre - Antoine Simon, rivoluzionario francese († 1794)
- 24 ottobre - Angelo Mozzillo, pittore italiano
- 27 ottobre - James Macpherson, poeta scozzese († 1796)
- 28 ottobre - Martin Ferdinand Quadal, pittore, incisore e docente austriaco († 1811)
- 31 ottobre - Nikolaj Ivanovič Saltykov, generale, politico e nobile russo († 1816)

### Novembre
- 4 novembre - Giovanni Mariti, viaggiatore, scienziato e storico italiano († 1806)
- 4 novembre - Carl Caspar von Siebold, medico tedesco († 1807)
- 7 novembre - Gregorio Bandi, arcivescovo italiano († 1802)
- 8 novembre - Claude-Marguerite Renart de Fuchsamberg, ammiraglio francese († 1797)
- 18 novembre - Carl Friedrich Fasch, clavicembalista e compositore tedesco († 1800)
- 18 novembre - Anton Graff, pittore svizzero († 1813)
- 26 novembre - Charles-Joseph Panckoucke, scrittore e editore francese († 1798)
- 30 novembre - Samuel Greig, ammiraglio russo († 1788)

### Dicembre
- 4 dicembre - Charles de Villette, politico e scrittore francese († 1793)
- 10 dicembre - Elijah Clarke, generale statunitense († 1799)
- 17 dicembre - Louis-André de Grimaldi, vescovo cattolico e nobile francese († 1804)
- 18 dicembre - Federica Dorotea di Brandeburgo-Schwedt, nobile tedesca († 1798)
- 18 dicembre - Johann Georg Rosenmüller, teologo tedesco († 1815)

### Senza giorno specificato
- Agapio III Matar, vescovo cattolico e patriarca cattolico siriano († 1812)
- Archibald Kennedy, XI conte di Cassilis, nobile scozzese († 1794)
- Ibrahim Shah di Selangor, sovrano malese († 1826)
- Michel-Victor Acier, ceramista e scultore francese († 1799)
- Claes Alströmer, botanico e zoologo svedese († 1794)
- Juan Bautista de Anza, esploratore e politico spagnolo († 1788)
- Giovanni Battista Bernero, scultore italiano († 1796)
- Honoré Blanc, artigiano francese († 1801)
- Pietro Caronelli, giurista e agronomo italiano († 1801)
- Michelangelo Castellazzi, architetto italiano († 1791)
- Mathurin Cherpitel, architetto francese († 1809)
- Giovanni Pietro Maria Dana, medico e botanico italiano († 1801)
- Louis Ethis de Corny, magistrato, avvocato e rivoluzionario francese († 1790)
- George Harcourt, II conte Harcourt, nobile e mecenate inglese († 1809)
- Ansano Luti, giurista e letterato italiano († 1807)
- Charles Lynch, ufficiale statunitense († 1796)
- Friedrich Kasimir Medikus, botanico e fisico tedesco († 1808)
- Nicola Antonio Monti, pittore italiano († 1795)
- Daniel Morgan, generale e politico statunitense († 1802)
- Halil Hamid Pascià, politico ottomano († 1785)
- Mario Ludovico Quarini, architetto italiano († 1800)
- Kostandin Shpataraku, pittore albanese († 1767)
- Antonio Tozzi, compositore italiano († 1812)
- Cándido María Trigueros, scrittore spagnolo († 1798)
- Edward Waring, matematico inglese († 1798)
- Juan de Lángara y Huarte, ammiraglio, esploratore e matematico spagnolo († 1806)
- Vincent Jansz van der Vinne, pittore olandese († 1811)

## Morti

### Gennaio
- 6 gennaio - Luigi Maria Strozzi, nobile e vescovo cattolico italiano (n. 1673)
- 7 gennaio - Česlav Vaňura, compositore ceco (n. 1694)
- 17 gennaio - Matthäus Daniel Pöppelmann, architetto tedesco (n. 1662)
- 24 gennaio - Matteo Basile, arcivescovo cattolico italiano (n. 1673)
- 25 gennaio - Gaetano Zuanelli, vescovo cattolico italiano (n. 1673)
- 30 gennaio - Giovanni Bonazza, scultore italiano (n. 1654)
- 31 gennaio - Filippo Juvarra, presbitero, architetto e scenografo italiano (n. 1678)
- 31 gennaio - Bruno Mauricio de Zabala, militare spagnolo (n. 1682)

### Febbraio
- 1º febbraio - James Stanley, X conte di Derby, nobile e politico inglese (n. 1664)
- 15 febbraio - Stephen Gray, scienziato britannico (n. 1666)
- 15 febbraio - Vitus Pichler, teologo e giurista tedesco (n. 1670)

### Marzo
- 16 marzo - Giovanni Battista Pergolesi, compositore, organista e violinista italiano (n. 1710)
- 25 marzo - Nicholas Hawksmoor, architetto inglese
- 26 marzo - Georg Balthasar Schott, compositore e organista tedesco (n. 1686)
- 28 marzo - Giovanni Reinardo III di Hanau-Lichtenberg, conte tedesco (n. 1665)

### Aprile
- 2 aprile - Étienne Allegrain, pittore francese (n. 1644)
- 11 aprile - Nicolas Bertin, pittore, disegnatore e decoratore francese (n. 1667)
- 12 aprile - Thomas Sebright, IV baronetto, politico inglese (n. 1692)
- 17 aprile - Giusto Fontanini, arcivescovo cattolico e storico italiano (n. 1666)
- 17 aprile - Pavel Ivanovič Jagužinskij, politico, diplomatico e nobile russo (n. 1683)
- 21 aprile - Eugenio di Savoia, nobile e generale italiano (n. 1663)
- 24 aprile - Francesco Maria di san Siro, missionario e religioso italiano (n. 1658)
- 26 aprile - Domenico Quartaironi, matematico italiano (n. 1651)
- 28 aprile - Luisa Elisabetta di Württemberg-Oels, nobile tedesca (n. 1673)
- 30 aprile - Johann Albert Fabricius, bibliografo e bibliotecario tedesco (n. 1668)

### Maggio
- 2 maggio - Albertus Seba, farmacista e zoologo olandese (n. 1665)
- 13 maggio - Francesco Baccari, vescovo cattolico italiano (n. 1679)
- 14 maggio - Luigi Augusto di Borbone, nobile e militare francese (n. 1670)
- 15 maggio - Pompeo Ferrari, architetto italiano (n. 1660)
- 25 maggio - Hans Reinhold von Fersen, generale e politico svedese (n. 1683)

### Giugno
- 1º giugno - Bernardino Pecci, vescovo cattolico italiano (n. 1671)
- 28 giugno - Cristiano di Sassonia-Weissenfels, duca (n. 1682)

### Luglio
- 1º luglio - Ahmed III, sultano ottomano (n. 1673)
- 3 luglio - Giuseppe Nicola Nasini, pittore italiano (n. 1657)
- 15 luglio - Francesca Giuseppa di Braganza, principessa portoghese (n. 1699)
- 25 luglio - Jean-Baptiste Joseph Pater, pittore francese (n. 1695)
- 29 luglio - Giuseppe Olgiati, vescovo cattolico italiano (n. 1660)

### Agosto
- 4 agosto - Francesco Maria Imperiale, doge italiano (n. 1653)
- 11 agosto - Filippo d'Assia-Darmstadt, nobile tedesco (n. 1671)
- 14 agosto - Victor Honoré Janssens, pittore fiammingo (n. 1658)
- 17 agosto - James Berkeley, III conte di Berkeley, ammiraglio britannico (n. 1679)
- 17 agosto - Jeanne Delanoue, religiosa e santa francese (n. 1666)
- 18 agosto - Ludovico Rusconi Sassi, architetto italiano (n. 1678)

### Settembre
- 13 settembre - Caspar van Wittel, pittore olandese (n. 1653)
- 16 settembre - Daniel Gabriel Fahrenheit, fisico e inventore tedesco (n. 1686)
- 19 settembre - Feofan Prokopovič, arcivescovo ortodosso, teologo e politico russo (n. 1677)
- 20 settembre - Tommaso Carapella, musicista italiano (n. 1655)
- 23 settembre - Tat'jana Fedorovna Prončiščeva, esploratrice russa (n. 1710)
- 26 settembre - Luisa Diana di Borbone-Orléans, principessa francese (n. 1716)
- 27 settembre - René Duguay-Trouin, ammiraglio e corsaro francese (n. 1673)
- 30 settembre - Francesco Saverio Fontana, vescovo cattolico italiano (n. 1667)

### Ottobre
- 17 ottobre - Giacomo Francesco Cipper, pittore austriaco (n. 1664)
- 23 ottobre - Tommaso Aldrovandini, pittore italiano (n. 1653)

### Novembre
- 2 novembre - Louis Antoine de Pardaillan de Gondrin, nobile francese (n. 1664)
- 3 novembre - José Patiño Rosales, politico e diplomatico spagnolo (n. 1666)
- 5 novembre - Claude Guy Hallé, pittore francese (n. 1652)
- 13 novembre - Nicolas Bailly, pittore francese (n. 1659)
- 13 novembre - George Sale, arabista inglese (n. 1697)
- 18 novembre - Jeanne Baptiste d'Albert de Luynes, nobildonna francese (n. 1670)
- 24 novembre - Giovanni Battista Braschi, arcivescovo e storico italiano (n. 1656)
- 28 novembre - Giovanni Paolo Feminis, inventore e profumiere italiano

### Dicembre
- 10 dicembre - António Manoel de Vilhena,  portoghese (n. 1663)
- 14 dicembre - Giorgio Clerici, III marchese di Cavenago, nobile e politico italiano (n. 1648)
- 16 dicembre - Giovacchino Fortini, scultore e architetto italiano (n. 1670)
- 24 dicembre - Francesco Maria Loyero, vescovo cattolico e letterato italiano (n. 1676)
- 28 dicembre - Antonio Caldara, compositore italiano (n. 1670)

### Senza giorno specificato
- Cosma III di Costantinopoli, arcivescovo ortodosso greco
- Nicolò Bambini, pittore italiano (n. 1651)
- Francesco Biggi, scultore italiano (n. 1676)
- Domenico Brandi, pittore italiano (n. 1684)
- Giovambattista Casotti, religioso e storico italiano (n. 1669)
- Jean Pierre Gibert, giurista francese (n. 1660)
- Giovanni Antonio Grecolini, pittore italiano (n. 1675)
- Domenico Negrone, doge (n. 1672)
- Francesco Onofrio Odierna, vescovo cattolico italiano (n. 1644)
- Lorenzo Ottoni, scultore italiano (n. 1648)
- Vasilij Vasil'evič Prončiščev, esploratore russo (n. 1702)
- Jacob Tonson, editore inglese
- Seyyid Vehbi, poeta ottomano (n. 1674)
- Giovanni Battista Vivaldi, violinista italiano (n. 1655)

## Calendario
| Calendario 1736 | Calendario 1736 | Calendario 1736 | Calendario 1736 | Calendario 1736 | Calendario 1736 | Calendario 1736 | Calendario 1736 | Calendario 1736 | Calendario 1736 | Calendario 1736 | Calendario 1736 | Calendario 1736 | Calendario 1736 | Calendario 1736 | Calendario 1736 | Calendario 1736 | Calendario 1736 | Calendario 1736 | Calendario 1736 | Calendario 1736 | Calendario 1736 | Calendario 1736 | Calendario 1736 | Calendario 1736 | Calendario 1736 | Calendario 1736 | Calendario 1736 | Calendario 1736 | Calendario 1736 | Calendario 1736 | Calendario 1736 | Calendario 1736 |
| --------------- | --------------- | --------------- | --------------- | --------------- | --------------- | --------------- | --------------- | --------------- | --------------- | --------------- | --------------- | --------------- | --------------- | --------------- | --------------- | --------------- | --------------- | --------------- | --------------- | --------------- | --------------- | --------------- | --------------- | --------------- | --------------- | --------------- | --------------- | --------------- | --------------- | --------------- | --------------- | --------------- |
|                 | 1               | 2               | 3               | 4               | 5               | 6               | 7               | 8               | 9               | 10              | 11              | 12              | 13              | 14              | 15              | 16              | 17              | 18              | 19              | 20              | 21              | 22              | 23              | 24              | 25              | 26              | 27              | 28              | 29              | 30              | 31              |                 |
| Gennaio         | Do              | Lu              | Ma              | Me              | Gi              | Ve              | Sa              | Do              | Lu              | Ma              | Me              | Gi              | Ve              | Sa              | Do              | Lu              | Ma              | Me              | Gi              | Ve              | Sa              | Do              | Lu              | Ma              | Me              | Gi              | Ve              | Sa              | Do              | Lu              | Ma              |                 |
| Febbraio        | Me              | Gi              | Ve              | Sa              | Do              | Lu              | Ma              | Me              | Gi              | Ve              | Sa              | Do              | Lu              | Ma              | Me              | Gi              | Ve              | Sa              | Do              | Lu              | Ma              | Me              | Gi              | Ve              | Sa              | Do              | Lu              | Ma              | Me              |                 |                 |                 |
| Marzo           | Gi              | Ve              | Sa              | Do              | Lu              | Ma              | Me              | Gi              | Ve              | Sa              | Do              | Lu              | Ma              | Me              | Gi              | Ve              | Sa              | Do              | Lu              | Ma              | Me              | Gi              | Ve              | Sa              | Do              | Lu              | Ma              | Me              | Gi              | Ve              | Sa              |                 |
| Aprile          | Do              | Lu              | Ma              | Me              | Gi              | Ve              | Sa              | Do              | Lu              | Ma              | Me              | Gi              | Ve              | Sa              | Do              | Lu              | Ma              | Me              | Gi              | Ve              | Sa              | Do              | Lu              | Ma              | Me              | Gi              | Ve              | Sa              | Do              | Lu              |                 |                 |
| Maggio          | Ma              | Me              | Gi              | Ve              | Sa              | Do              | Lu              | Ma              | Me              | Gi              | Ve              | Sa              | Do              | Lu              | Ma              | Me              | Gi              | Ve              | Sa              | Do              | Lu              | Ma              | Me              | Gi              | Ve              | Sa              | Do              | Lu              | Ma              | Me              | Gi              |                 |
| Giugno          | Ve              | Sa              | Do              | Lu              | Ma              | Me              | Gi              | Ve              | Sa              | Do              | Lu              | Ma              | Me              | Gi              | Ve              | Sa              | Do              | Lu              | Ma              | Me              | Gi              | Ve              | Sa              | Do              | Lu              | Ma              | Me              | Gi              | Ve              | Sa              |                 |                 |
| Luglio          | Do              | Lu              | Ma              | Me              | Gi              | Ve              | Sa              | Do              | Lu              | Ma              | Me              | Gi              | Ve              | Sa              | Do              | Lu              | Ma              | Me              | Gi              | Ve              | Sa              | Do              | Lu              | Ma              | Me              | Gi              | Ve              | Sa              | Do              | Lu              | Ma              |                 |
| Agosto          | Me              | Gi              | Ve              | Sa              | Do              | Lu              | Ma              | Me              | Gi              | Ve              | Sa              | Do              | Lu              | Ma              | Me              | Gi              | Ve              | Sa              | Do              | Lu              | Ma              | Me              | Gi              | Ve              | Sa              | Do              | Lu              | Ma              | Me              | Gi              | Ve              |                 |
| Settembre       | Sa              | Do              | Lu              | Ma              | Me              | Gi              | Ve              | Sa              | Do              | Lu              | Ma              | Me              | Gi              | Ve              | Sa              | Do              | Lu              | Ma              | Me              | Gi              | Ve              | Sa              | Do              | Lu              | Ma              | Me              | Gi              | Ve              | Sa              | Do              |                 |                 |
| Ottobre         | Lu              | Ma              | Me              | Gi              | Ve              | Sa              | Do              | Lu              | Ma              | Me              | Gi              | Ve              | Sa              | Do              | Lu              | Ma              | Me              | Gi              | Ve              | Sa              | Do              | Lu              | Ma              | Me              | Gi              | Ve              | Sa              | Do              | Lu              | Ma              | Me              |                 |
| Novembre        | Gi              | Ve              | Sa              | Do              | Lu              | Ma              | Me              | Gi              | Ve              | Sa              | Do              | Lu              | Ma              | Me              | Gi              | Ve              | Sa              | Do              | Lu              | Ma              | Me              | Gi              | Ve              | Sa              | Do              | Lu              | Ma              | Me              | Gi              | Ve              |                 |                 |
| Dicembre        | Sa              | Do              | Lu              | Ma              | Me              | Gi              | Ve              | Sa              | Do              | Lu              | Ma              | Me              | Gi              | Ve              | Sa              | Do              | Lu              | Ma              | Me              | Gi              | Ve              | Sa              | Do              | Lu              | Ma              | Me              | Gi              | Ve              | Sa              | Do              | Lu              |                 |